# Droogbak (gebouw)

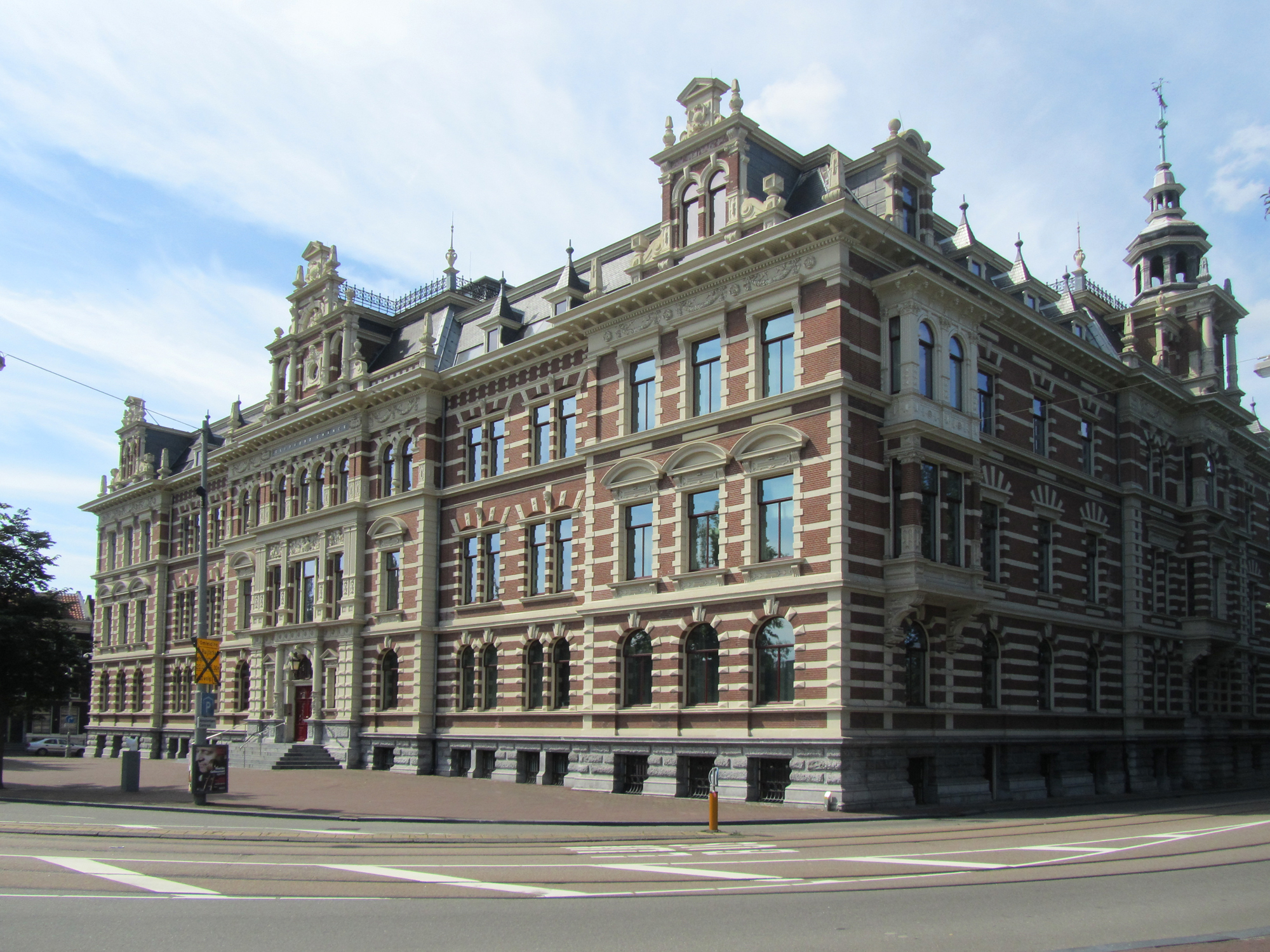
De Droogbak

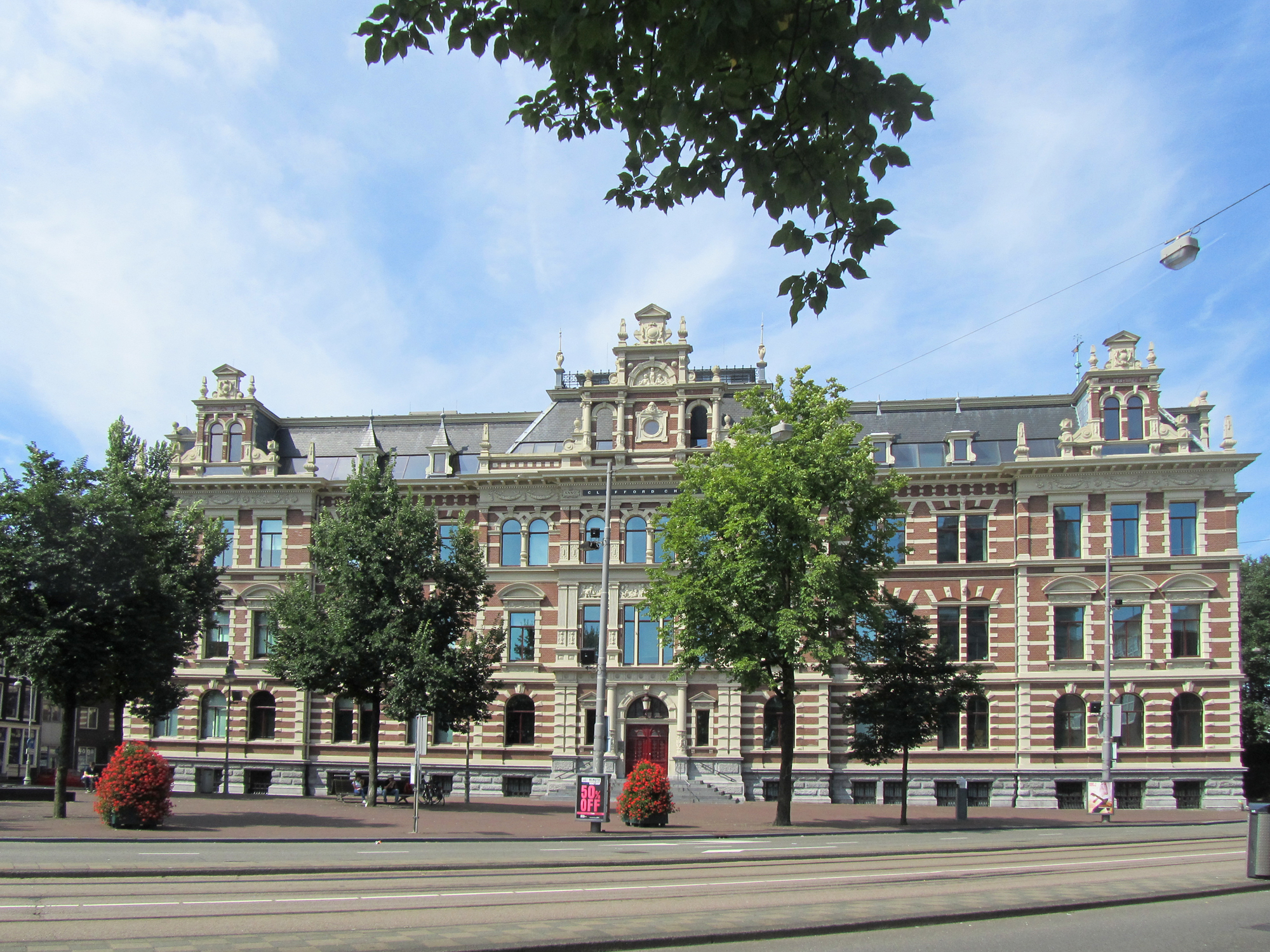
Voorgevel

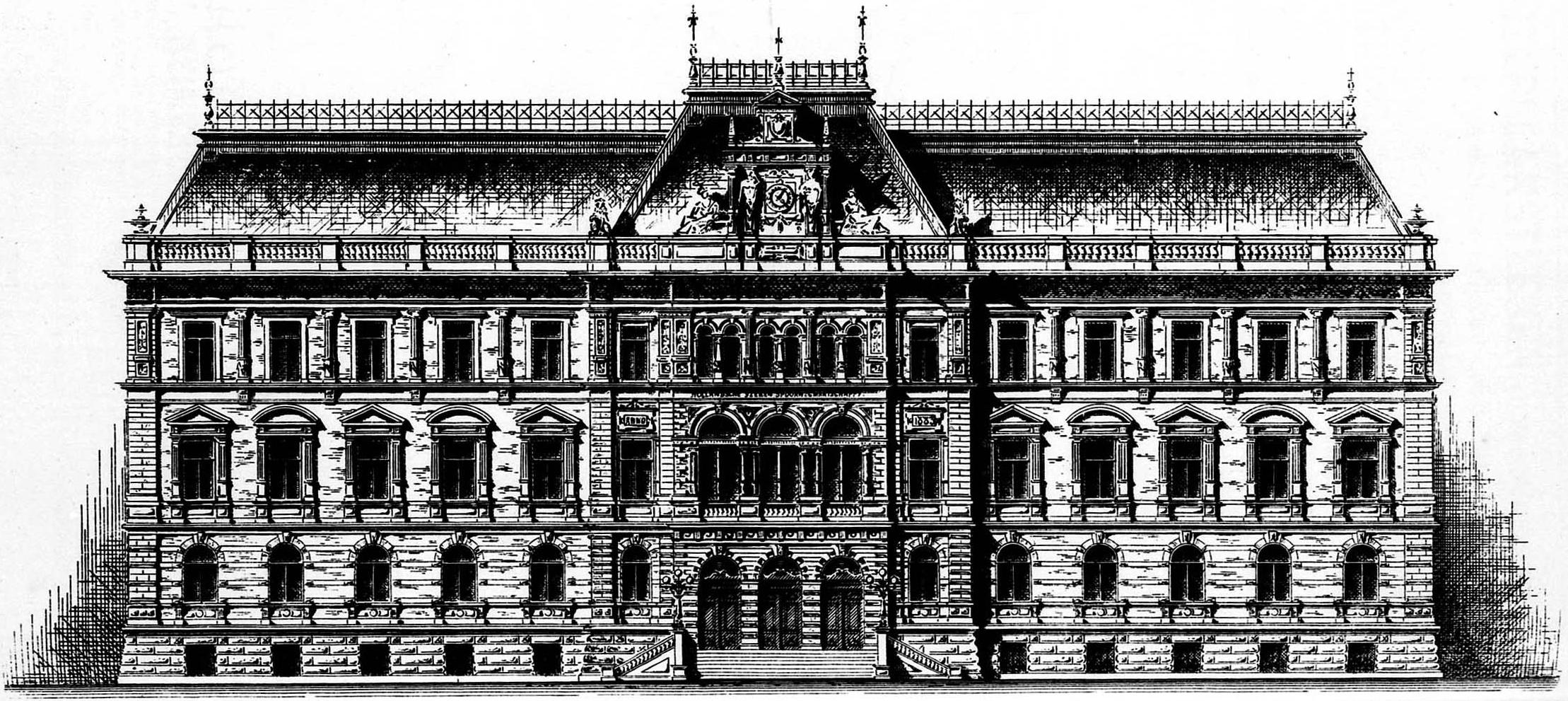
Gravure uit 1883 van de, toen nog niet gebouwde, Droogbak. De halsgevels ontbreken.

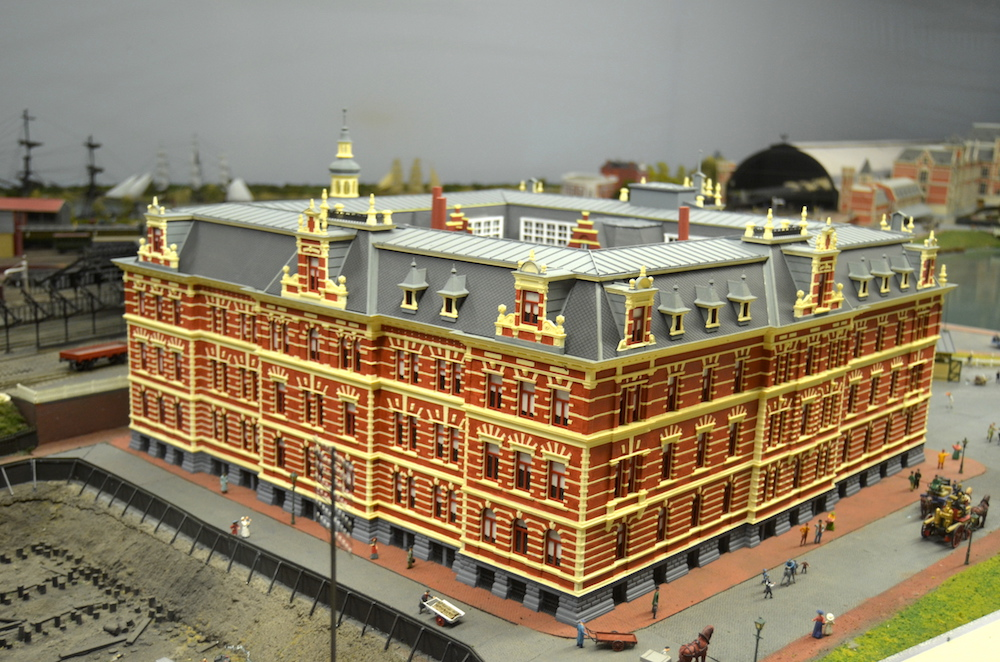
Maquette van de Droogbak in Het Spoorwegmuseum te Utrecht

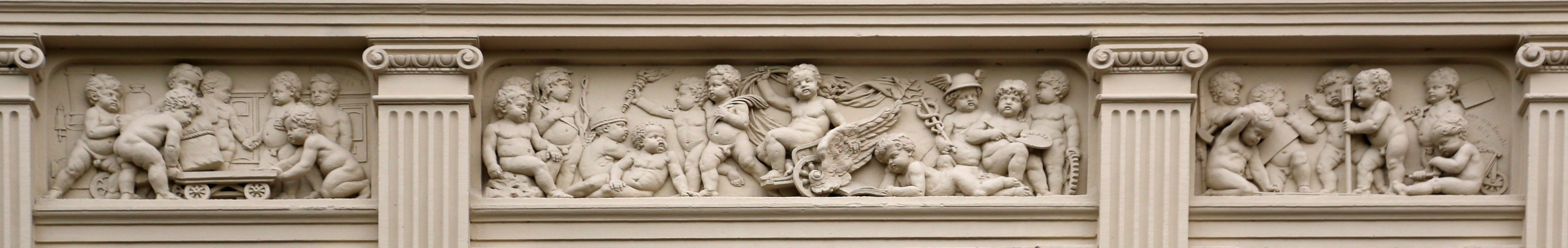
Fries aan de voorgevel met putti, waaronder een die Mercurius voorstelt. Een putto in het rechter deel hanteert een equerre.

De Droogbak is een 19e-eeuws kantoorgebouw in neorenaissancestijl in Amsterdam, in 2001 aangewezen als rijksmonument. Het staat ten westen van het Centraal Station aan de gelijknamige straat Droogbak en langs de spoorlijn. Het werd gebouwd als hoofdkantoor van de Hollandsche IJzeren Spoorweg-Maatschappij (HIJSM) en heeft later onder meer gediend als kantoor van het Nederlands Architectuurinstituut (NAI) en de Raad van de Arbeid, als Rijksadministratiegebouw en als onderkomen van de Hogeschool van Amsterdam. Van 1922 tot 1973 was er een vestiging van het Kadaster. Anno 2012 is het Britse advocatenkantoor Clifford Chance in het gebouw gevestigd.
Het monumentale gebouw heeft een vierkante plattegrond met drie verdiepingen en een overkapte binnenplaats. Langs de daklijn zijn halsgevels geplaatst en, aan noordzijde, een torentje met windwijzer. Boven de hoofdingang bevindt zich een door Emil Van den Bossche vervaardigd driedelig fries met allegorische voorstellingen van het spoorwegwezen. 
De vestibule geeft toegang tot een sober vormgegeven, maar monumentale trap. Aan de achterzijde ligt het maaiveld hoger dan aan de voorzijde. Hier is onder meer de ingang naar de parkeergarage van het gebouw.
De straten aan zowel oost- als zuidkant van het gebouw dragen de naam Droogbak. De straat Droogbak aan de oostkant van het gebouw ligt in het noordelijk verlengde van het Singel en loopt onder de spoorlijn door tot aan de De Ruyterkade bij het IJ. Bushalte Droogbak bevindt zich aan de De Ruyterkade, bij het noordelijk einde van Droogbak. De straat Droogbak aan de zuidkant van het gebouw wordt in westelijke richting voortgezet als de Haarlemmer Houttuinen.

## Geschiedenis
De naam Droogbak kwam al in de eerste helft van de 17e eeuw voor. Het is niet duidelijk wat de oorsprong van de naam is. Het verwees mogelijk naar een plek voor het drogen van haringen of geverfd laken, of naar een scheepshelling voor onderhoud van schepen.
Het gebouw de Droogbak werd in 1884 gebouwd als groot, prestigieus administratiekantoor van de Hollandsche IJzeren Spoorweg-Maatschappij. Het gebouw, in uitbundige neorenaissancestijl, werd ontworpen door C.B. Posthumus Meijes, mogelijk in samenwerking met stationsarchitect D.A.N. Margadant.
In de jaren 1970 werd het gebouw met sloop bedreigd. Op de plek van het gebouw was een vierstrooks autoweg geprojecteerd. In 1978 besloot de gemeenteraad echter een streep door deze plannen te zetten. In 1999-2000 werd het gebouw gerestaureerd en gerenoveerd tot modern kantoorgebouw en in 2001 kreeg het de status van 
rijksmonument.

### Restauratie
Bij de 25 miljoen gulden kostende restauratie en renovatie in 1999-2000 zijn de natuurstenen gevels schoongemaakt en weer geverfd, zoals gebruikelijk was aan het eind van de 19e eeuw. Oorspronkelijke timpanen en ornamenten werden teruggeplaatst. Binnenin werd 10.000 m² kantoorruimte gecreëerd. De kamers aan de buitenkant met hun historische stucwerkplafonds, afgewerkte lijsten en schouwen zijn intact gelaten. Oorspronkelijke wandschilderingen zijn tevoorschijn gekomen en hersteld.
In het hoofdtrappenhuis zijn het fijne houtsnijwerk van de trap, de erker in glas-in-lood en de reliëfs in de hal gerestaureerd. Van de tweede naar de derde etage, de voormalige zolder, is een nieuwe trap aangebracht. De mozaïeken in de vloeren van granito in de centrale hallen werden hersteld door Italiaanse vakmensen.
De binnenplaats werd omgevormd tot een overkapt atrium door een glazen overspanning aan te brengen, een achthoekige constructie van 2500 m², bestaande uit stalen spandraden en zonwerend tweevoudig gelaagd glas. De vloer van de binnenplaats werd verhoogd tot drie meter boven het niveau van het trottoir en uitgevoerd in natuursteen.
Door de gemeente werd bij de renovatie het plein voor het gebouw opnieuw ingericht, met onder meer een fontein, nieuw straatmeubilair en nieuwe straatverlichting.
De restauratie en renovatie werd in 2001 genomineerd voor de Nationale Renovatie Prijs.